# Giuseppe Ameglio
Giuseppe Ameglio (Sanremo, 5 gennaio 1818 – Voltaggio, 26 luglio 1881) è stato un politico italiano, deputato del Regno di Sardegna.

## Biografia
Giuseppe Ameglio nacque a Sanremo il 5 gennaio 1818 da Antonio e da Angela Martini. Laureato in giurisprudenza presso l'Università degli Studi di Genova, esercitò per qualche tempo la professione di avvocato a Nizza, ritornando quindi a Sanremo per dedicarsi all'attività politica.
È stato quindi deputato del Regno di Sardegna dal 1857 al 1860, per il collegio di Sanremo, aderendo alle posizioni dell'estrema sinistra storica. È stato inoltre consigliere provinciale della provincia di Porto Maurizio (oggi provincia di Imperia).
Morì a Voltaggio il 26 luglio 1881.